# Saint-Mury-Monteymond
Saint-Mury-Monteymond là một xã của tỉnh Isère, thuộc vùng Rhône-Alpes, đông nam nước Pháp.